# Bamoro
Bamoro est une localité du centre de la Côte d'Ivoire, et appartenant au département de Bouaké, Région de la Vallée du Bandama. La localité de Bamoro est un chef-lieu de commune.
C'est aussi un village de tisserands où est tissé le Pagne Baoulé, pagne traditionnel fait à base de fils de coton.